# エトデスニタゼン
エトデスニタゼン（英：Etodesnitazene、desnitroetonitazene、etazen、etazone）は、ベンゾイミダゾール由来のオピオイド鎮痛薬であり、元々、1950年代後半にエトニタゼンや様々な関連誘導体とともに開発された。エトニタゼンそのものよりは何倍も効力が弱いが、動物実験ではモルヒネの70倍の効力がある。N,N-ジエチル基がピペリジン環またはピロリジン環に置換された類似体も活性を保持している（それぞれモルヒネの10倍および20倍）。エトデスニタゼンはデザイナードラッグとして販売されており、2020年3月にポーランドとフィンランドで初めて確認された。